# Finale della UEFA Nations League 2020-2021
La finale della UEFA Nations League 2020-2021 si è disputata il 10 ottobre 2021 allo stadio Giuseppe Meazza di Milano. Essa è stata vinta dalla Francia con il risultato di 2-1.

## Le squadre
| Squadra | Partecipazioni precedenti (il grassetto indica la vittoria) |
| ------- | ----------------------------------------------------------- |
| Spagna  | Nessuna                                                     |
| Francia | Nessuna                                                     |

## Il cammino verso la finale

### Spagna
La Spagna di Luis Enrique viene inserita nel Gruppo 4 insieme a Germania, Svizzera e Ucraina. Nella partita di debutto, gli spagnoli pareggiano per 1-1 a Stoccarda contro la Germania, prima di imporsi per 4-0 a Madrid contro l'Ucraina. Gli iberici ottengono in seguito una vittoria interna per 1-0 contro la Svizzera ed una sconfitta esterna per 1-0 ad opera degli ucraini. Il girone si completa con un pareggio in trasferta per 1-1 contro gli svizzeri ed un roboante trionfo per 6-0 in casa a discapito dei tedeschi, che sanciscono il primo posto in classifica con 11 punti conquistati, frutto appunto di tre vittorie, due pari e una sconfitta. In semifinale affrontano l'Italia, campione d'Europa in carica, battendola poi a Milano col risultato di 2-1. Per gli spagnoli si tratta della prima finale di Nations League, a distanza di otto anni dall'ultima finale disputata a livello internazionale e persa contro il Brasile.

### Francia
La Francia di Didier Deschamps, campione del mondo in carica, viene inserita nel Gruppo 3 insieme a Portogallo, Croazia e Svezia. Nell'incontro d'esordio, i francesi battono la Svezia per 1-0 a Solna, prima di imporsi per 4-2 a Saint-Denis contro la Croazia. I transalpini ottengono successivamente un pareggio interno per 0-0 contro il Portogallo, vincitore della precedente edizione, ed una vittoria esterna per 2-1 a discapito dei croati. Il girone si chiude con altri due trionfi, quello in trasferta per 1-0 ai danni dei portoghesi e quello casalingo per 4-2 contro gli svedesi, che determinano il primo posto in classifica con 16 punti conquistati, derivanti appunto da cinque successi e un pari. In semifinale affrontano il Belgio, battendolo poi a Torino col risultato di 3-2. I francesi agguantano così la prima finale di Nations League della loro storia, a distanza di tre anni dalla disputa della finale del campionato mondiale 2018, vinta ai danni della Croazia.

### Tabella riassuntiva del percorso
Note: In ogni risultato sottostante, il punteggio della finalista è menzionato per primo. (C: Casa; T: Trasferta)
| Squadra  | Pt | G |
| -------- | -- | - |
| Spagna   | 11 | 6 |
| Germania | 9  | 6 |
| Svizzera | 6  | 6 |
| Ucraina  | 6  | 6 |

| Squadra    | Pt | G |
| ---------- | -- | - |
| Francia    | 16 | 6 |
| Portogallo | 13 | 6 |
| Croazia    | 3  | 6 |
| Svezia     | 3  | 6 |

## Contesto
Allo Stadio Giuseppe Meazza di Milano va in scena la finale tra Spagna e Francia, entrambe alla prima presenza nell'atto conclusivo della competizione. L'allenatore degli spagnoli, Luis Enrique, schiera la squadra col 4-3-3: davanti al portiere Unai Simón, la linea difensiva a quattro è formata da Alonso e Azpilicueta come terzini e da Laporte e García come difensori centrali. In mediana il capitano Busquets è supportato da Rodri e Gavi, mentre il tridente offensivo è composto da Ferràn Torres, Oyarzabal e Sarabia. Il tecnico dei francesi, Deschamps, opta invece per il 3-4-1-2: davanti al capitano Lloris, il terzetto di difensori centrali è formato da Koundé, Varane e Kimpembe. In mediana Pogba è affiancato da Tchouaméni, mentre sulle fasce vengono scelti Pavard e Theo Hernández. Sulla trequarti è disposto Griezmann, alle spalle delle due punte Mbappé e Benzema.

## La partita
La Francia è la prima a rendersi pericolosa dopo sei minuti con Benzema, che, dopo aver ricevuto una verticalizzazione di Pogba, dribbla Unai Simón in uscita, ma si allarga troppo dallo specchio della porta, facendosi recuperare da Laporte. La Spagna perviene al tiro verso il quarto d'ora di gioco con Sarabia, però il suo destro viene facilmente neutralizzato da Lloris. Il primo tempo si rivela avaro di occasioni da ambo le parti, con gli spagnoli che dominano il possesso della palla, mentre i francesi tentano vanamente dei guizzi in contropiede, perdendo inoltre per infortunio muscolare il centrale difensivo Varane, il quale viene sostituito da Upamecano.
Nella seconda frazione i ritmi si alzano e i transalpini sfiorano il gol: Benzema appoggia in mezzo all'area per l'accorrente Theo Hernández, che calcia con un sinistro di prima intenzione, centrando però in pieno la traversa. Sulla successiva ripartenza, sono invece gli spagnoli a trovare il vantaggio al 64': Busquets lancia in profondità per Oyarzabal che, complice un rimpallo su Upamecano, insacca in rete alle spalle di Lloris con un preciso diagonale sinistro, firmando l'1-0. Il vantaggio degli iberici dura tuttavia solamente due minuti: al 66', Benzema supera Unai Simón con un gran destro a giro dal limite dell'area, ristabilendo la parità. Dopo una breve fase di stallo, i francesi colpiscono ancora all'80': Theo Hernández premia l'incursione centrale di Mbappé, che a tu per tu con l'estremo difensore spagnolo non sbaglia, portando il risultato sul 2-1. Nei minuti di recupero, gli iberici provano a trovare il pari, ma la conclusione mancina del subentrato Pino viene respinta da Lloris. La Francia si aggiudica dunque la Nations League per la prima volta nella sua storia.

## Tabellino
| Arbitro: | Anthony Taylor |

|               |           |                        |
| Oyarzabal 64’ | Marcatori | 66’ Benzema 80’ Mbappé |

| Spagna | Francia |

| P               | 23 | Unai Simón        |     |     |
| D               | 2  | César Azpilicueta |     |     |
| D               | 19 | Aymeric Laporte   | 86’ |     |
| D               | 12 | Eric García       |     |     |
| D               | 17 | Marcos Alonso     |     |     |
| C               | 9  | Gavi              |     | 75’ |
| C               | 5  | Sergio Busquets   |     |     |
| C               | 16 | Rodri             |     | 84’ |
| A               | 11 | Ferran Torres     |     | 84’ |
| A               | 22 | Pablo Sarabia     |     | 61’ |
| A               | 21 | Mikel Oyarzabal   |     |     |
| A disposizione: |    |                   |     |     |
| P               | 1  | David de Gea      |     |     |
| P               | 13 | Robert Sánchez    |     |     |
| D               | 3  | Pau Torres        |     |     |
| D               | 4  | Iñigo Martínez    |     |     |
| C               | 6  | Bryan Gil         |     |     |
| A               | 7  | Yeremi Pino       |     | 61’ |
| C               | 8  | Koke              |     | 75’ |
| C               | 10 | Sergi Roberto     |     |     |
| D               | 14 | Sergio Reguilón   |     |     |
| D               | 15 | Pedro Porro       |     |     |
| C               | 18 | Pablo Fornals     |     | 84’ |
| C               | 20 | Mikel Merino      |     | 84’ |
| Allenatore:     |    |                   |     |     |
| Luis Enrique    |    |                   |     |     |

| P                | 1  | Hugo Lloris         |     |       |
| D                | 5  | Jules Koundé        | 55’ |       |
| D                | 4  | Raphaël Varane      |     | 43’   |
| D                | 3  | Presnel Kimpembe    |     |       |
| C                | 2  | Benjamin Pavard     |     | 79’   |
| C                | 6  | Paul Pogba          | 46’ |       |
| C                | 8  | Aurélien Tchouaméni |     |       |
| C                | 22 | Theo Hernández      |     |       |
| C                | 7  | Antoine Griezmann   |     | 90+2’ |
| A                | 19 | Karim Benzema       |     |       |
| A                | 10 | Kylian Mbappé       | 90’ |       |
| A disposizione:  |    |                     |     |       |
| P                | 16 | Benoît Costil       |     |       |
| P                | 23 | Mike Maignan        |     |       |
| A                | 9  | Anthony Martial     |     |       |
| A                | 11 | Moussa Diaby        |     |       |
| D                | 12 | Léo Dubois          |     | 79’   |
| C                | 13 | Mattéo Guendouzi    |     |       |
| D                | 15 | Dayot Upamecano     |     | 43’   |
| C                | 17 | Jordan Veretout     |     | 90+2’ |
| A                | 20 | Wissam Ben Yedder   |     |       |
| D                | 21 | Lucas Hernández     |     |       |
| Allenatore:      |    |                     |     |       |
| Didier Deschamps |    |                     |     |       |

| Assistenti arbitrali: Gary Beswick (Inghilterra) Adam Nunn (Inghilterra) Quarto ufficiale: Craig Pawson (Inghilterra) Assistente di riserva: Stuart Burt (Inghilterra) VAR: Stuart Attwell (Inghilterra) Assistenti al VAR: Chris Kavanagh (Inghilterra) Lee Betts (Inghilterra) Pol van Boekel (Paesi Bassi) | Regole dell'incontro - due tempi regolamentari da 45 minuti ciascuno; - due tempi supplementari da 15 minuti ciascuno in caso di parità; - tiri di rigore in caso di ulteriore parità; inizialmente cinque per squadra, e a oltranza fino a spareggio in caso di ulteriore parità; - numero massimo di 23 giocatori per squadra a referto (11 in campo e 12 come potenziali sostituti); - cinque sostituzioni permesse nei tempi regolamentari; una sesta permessa nei tempi supplementari. |

## Statistiche
| Statistiche       | Spagna | Francia |
| ----------------- | ------ | ------- |
| Reti segnate      | 0      | 0       |
| Tiri totali       | 2      | 1       |
| Tiri in porta     | 1      | 0       |
| Parate            | 0      | 1       |
| Possesso palla    | 65%    | 35%     |
| Calci d'angolo    | 2      | 2       |
| Falli commessi    | 5      | 6       |
| Fuorigioco        | 0      | 1       |
| Cartellini gialli | 0      | 0       |
| Cartellini rossi  | 0      | 0       |

| Statistiche       | Spagna | Francia |
| ----------------- | ------ | ------- |
| Reti segnate      | 1      | 2       |
| Tiri totali       | 10     | 11      |
| Tiri in porta     | 3      | 5       |
| Parate            | 3      | 2       |
| Possesso palla    | 56%    | 44%     |
| Calci d'angolo    | 5      | 3       |
| Falli commessi    | 6      | 8       |
| Fuorigioco        | 0      | 1       |
| Cartellini gialli | 1      | 3       |
| Cartellini rossi  | 0      | 0       |

| Statistiche       | Spagna | Francia |
| ----------------- | ------ | ------- |
| Reti segnate      | 1      | 2       |
| Tiri totali       | 12     | 12      |
| Tiri in porta     | 4      | 5       |
| Parate            | 3      | 3       |
| Possesso palla    | 60%    | 40%     |
| Calci d'angolo    | 7      | 5       |
| Falli commessi    | 11     | 14      |
| Fuorigioco        | 0      | 2       |
| Cartellini gialli | 1      | 3       |
| Cartellini rossi  | 0      | 0       |